# Minamoto no Morofusa
Minamoto no Morofusa (源師房, 1008 -1077, também conhecido como Udaijin Tsuchimikado) foi um nobre do período Heian da história do Japão.

## Vida
Morofusa foi o terceiro filho do Príncipe Tomohira e neto do Imperador Murakami e posteriormente adotado por Minamoto no Akifusa. Foi primeiro líder do ramo Murakami Genji do clã Minamoto.

## Carreira
Morofusa serviu durante os reinados dos Imperadores: Go-Ichijo (1020 a 1036); Go-Suzaku (1036 a 1045); Go-Reizei (1045 a 1068); Go-Sanjo (1068 a 1072); Shirakawa (1073 a 1077)
Morofusa ingressou na Corte em 1020, foi nomeado Sangi aos 17 anos de idade (1025 pelo Imperador Go-Ichijo, em 1026 Morofusa foi nomeado Chūnagon, e em 1035 promovido ao cargo de Dainagon.
Em 3 de julho de 1065, no governo do Imperador Go-Reizei foi nomeado Naidaijin.
Em 1069, no governo do Imperador Go-Sanjo foi nomeado Udaijin, Comandante do Konoefu (a Guarda do Palácio), além de ser agraciado com a honra de iniciar um novo ramo o Murakami Genji.  Permaneceu como cargo até o inicio de 1077 quando foi promovido pelo Imperador Shirakawa a Daijō Daijin cargo onde permaneceu por menos de um mes devido ao seu falecimento.
Dedicando-se ao longo de um período de décadas ao estudo e aperfeiçoamento dos ritos cerimoniais da corte por quase sessenta anos, Morofusa alcançou posições na alta hierarquia tanto civil (Udaijin) quanto militar (Comandante do Konoefu).
Morofusa criou as bases para que seu ramo familiar, o Murakami Genji se dedicarem tanto a aprender os costumes e leis japoneses como chineses, além de terem uma completa lealdade ao servir o Estado. E por essa razão sua linhagem conseguiu prosperar por muitas gerações.
Entre seus filhos podemos mencionar o Abade de Ichijo-Bo Ninkako, Minamoto no Toshifusa, Minamoto no Morotada e Minamoto no Akifusa,

| Precedido por Ninguém              | -- 1º Líder dos Murakami Genji (1069 -1077) | Sucedido por Minamoto no Toshifusa |
| Precedido por Fujiwara no Morozane | 63º Udaijin (1069 - 1077)                   | Sucedido por Fujiwara no Toshiie   |
| Precedido por Fujiwara no Morozane | 15º Naidaijin (1065 - 1069)                 | Sucedido por Fujiwara no Nobunaga  |